# Gare de triage de Woippy
Ne doit pas être confondu avec Gare de Woippy.
Le triage de Woippy est une gare de triage française située sur le territoire des communes de Woippy et de Maizières-lès-Metz, au nord de Metz, dans le département de la Moselle.
Elle est la plus importante gare de triage de France.

## Situation ferroviaire
Le triage de Woippy est situé au point kilométrique (PK) 164,00 de la ligne de Metz-Ville à Zoufftgen entre les gares de Woippy et de Maizières-lès-Metz.
Il constitue l’origine de deux voies mères d’embranchement (lignes 180 606 et 180 611 du réseau ferré national).

## Histoire
Dans les années 1950, l'arrondissement SNCF de Metz comptait trois gares de triage : Metz-Sablon, Conflans - Jarny et Florange. Le besoin d'un « super triage » est principalement dû au fort accroissement du trafic ferroviaire et à l'impossibilité d’agrandir les trois triages existants. En 1962, le nombre de wagons chargés dans l'arrondissement de Metz était de 2,4 millions, soit 1/6 du trafic total de la SNCF, pour 77 millions de tonnes soit 1/3 du tonnage transporté pour l'ensemble de la SNCF.
Le site choisi pour la construction du nouveau triage se trouve entre Metz et Thionville, sur la ligne (Luxembourg) Zoufftgen - Bâle.
Les travaux débutent à l'été 1959 et la gare est mise en service entre le 26 mai 1963 et le 31 mai 1964.
En 1965, le triage de Woippy  expédiait en moyenne 2 900 wagons par jour. Affecté au régime ordinaire (RO), il regroupe les remises de la zone sidérurgique de Lorraine.
Dès 1966, deux voies de réception et quatre voies d'attente au départ sont ajoutées.
Le 2 juin 1970, le triage de Woippy a expédié 4 224 wagons.
En juin 1994, le triage de Woippy avait expédié 49 684 wagons. Dans les années 1990, il recevait environ 90 trains par jour, expédiait 2 300 wagons quotidiennement et employait 286 cheminots (650 en comptant les équipes de l'équipement, du matériel et du dépôt).
En 2013, le trafic mensuel est de 18 000 wagons triés à la gravité dont 4 100 wagons de marchandises dangereuses.
En 2020, le triage traite 600 à 1000 wagons par jour. Environ 25% des voies sont inutilisables faute d'entretien. En 2022, la gare connaît un regain d'activité avec en moyenne 900 wagons traités quotidiennement.
En 2023, le triage ne fonctionne qu'à 75% de sa capacité et emploie 140 cheminots. Il est prévu d'investir 80 millions d'euros pour la remise en état des infrastructures.

## Caractéristiques
Sur une superficie de 114 hectares, le triage de Woippy compte environ 160 km de voies et s'étend sur 5,2 km de long pour 370 mètres de large.
Cinq postes d'aiguillage contrôlent les 400 aiguillages du site dont les installations sont principalement réparties en quatre faisceaux : un faisceau de réception de 14 voies de 790 mètres, un faisceau de débranchement de 48 voies (860 à 920 mètres), un faisceau de départ de 12 voies (750 mètres) et un faisceau relais de 8 voies (775 à 800 mètres).
Le document de référence du réseau ferré national (DRR) de 2023 indique que Woippy est l'une des quatre gares de triage à la gravité du réseau et dessert 6 installations terminales embranchées (ITE).

### Sources
- La gare de triage de Woippy, sur le site raconte-moi-Woippy.